# Quartzo morion

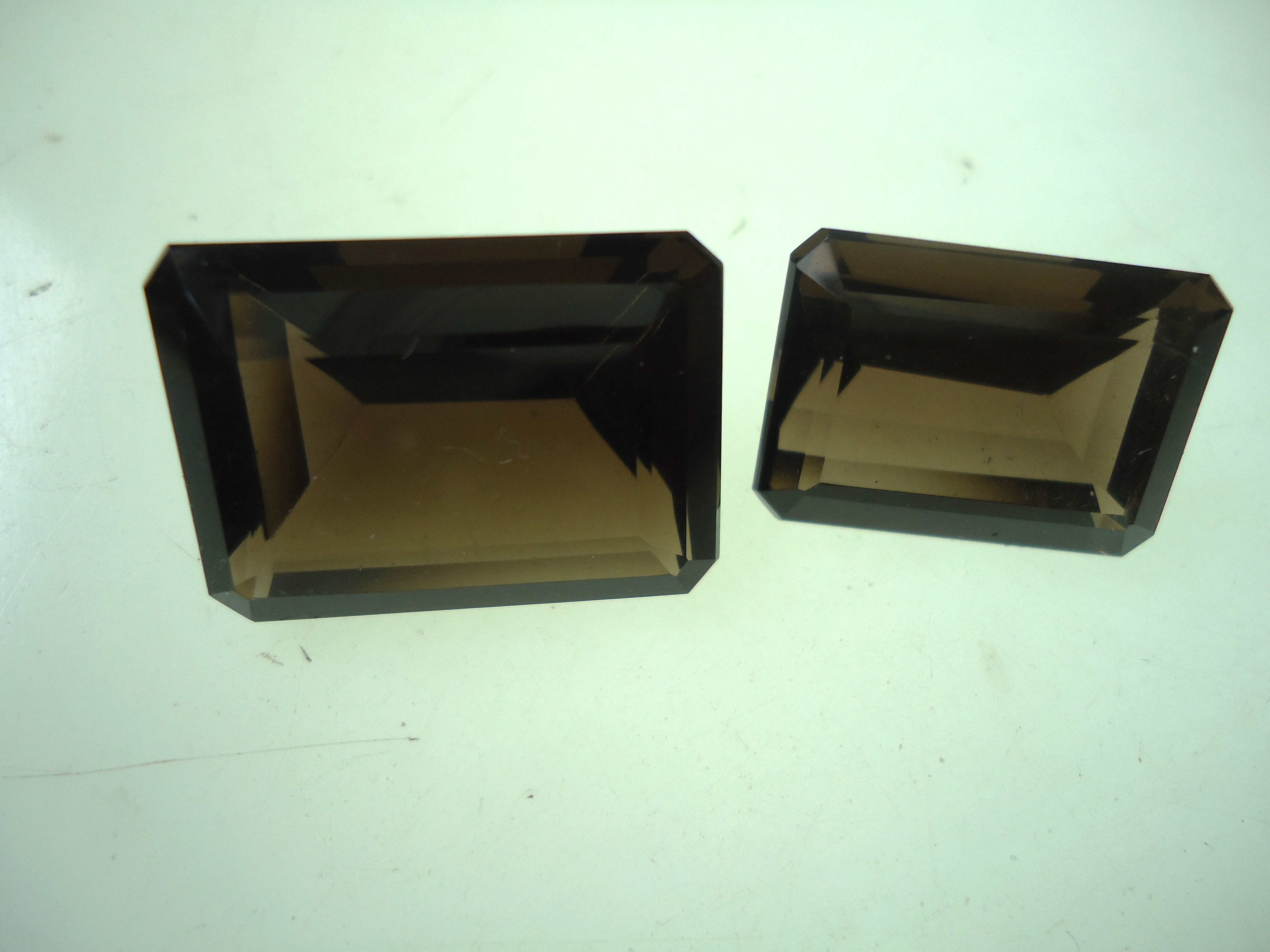
Quartzo Morion lapidado

Quartzo morion é uma variedade de quartzo fumado, de cor castanho escuro a negro e opaco.